# Sacculactis guntheri
Sacculactis guntheri är en korallart som beskrevs av Eugène Leloup 1964. Sacculactis guntheri ingår i släktet Sacculactis och familjen Cerianthidae. Inga underarter finns listade i Catalogue of Life.